# Olson-Nunatak
Der Olson-Nunatak ist ein unvereister und felsiger Nunatak an der Scott-Küste des ostantarktischen Viktorialands. Er ragt 6 km nördlich des Mount Gerlache an der Südseite der Mündung des Reeves-Gletschers in das Rossmeer auf.
Der United States Geological Survey kartierte ihn anhand eigener Vermessungen und Luftaufnahmen der United States Navy aus den Jahren von 1955 bis 1963. Das Advisory Committee on Antarctic Names benannte ihn 1968 nach dem Geophysiker James J. Olson, der von 1961 bis 1962 im Rahmen des United States Antarctic Research Program an Untersuchungen des Ross-Schelfeises beteiligt war.